# Slag bij Crécy
De Slag bij Crécy vond plaats op 26 augustus 1346 in Noordwest-Frankrijk tussen een Frans leger onder leiding van koning Filips VI en een Engels leger onder leiding van koning Eduard III. De Fransen vielen de Engelsen aan terwijl die een veldtocht in het noorden van Frankrijk ondernamen tijdens de Honderdjarige Oorlog. De Engelsen behaalden de overwinning in de slag, terwijl de Fransen erg veel mannen verloren. Na de slag gingen de Engelsen verder om Calais te belegeren. Door hun nederlaag waren de Fransen niet bij machte het beleg op te heffen. De stad viel en zou voor meer dan twee eeuwen onder Engelse controle blijven. De Slag bij Crécy bewees de efficiëntie van de longbow als dominant wapen in de West-Europese oorlogsvoering.

## Achtergrond
De Engelse koningen hadden al vanaf de Normandische verovering van Engeland in 1066 titels en bezittingen gehad in Frankrijk. Door deze bezittingen waren ze vazallen van Frankrijk. Na een aantal onenigheden tussen Filips VI van Frankrijk (regeerde van 1328-1350) en Eduard III van Engeland (regeerde van 1327-1377) besloot Filips' Conseil du Roi in Parijs op 24 mei 1337 dat het land dat Eduard bezat in Frankrijk teruggenomen moest worden door Filips met als reden dat Eduard zijn verplichtingen als vazal niet nakwam. Dit wordt gezien als het begin van de Honderdjarige Oorlog, die 116 jaar zou duren.

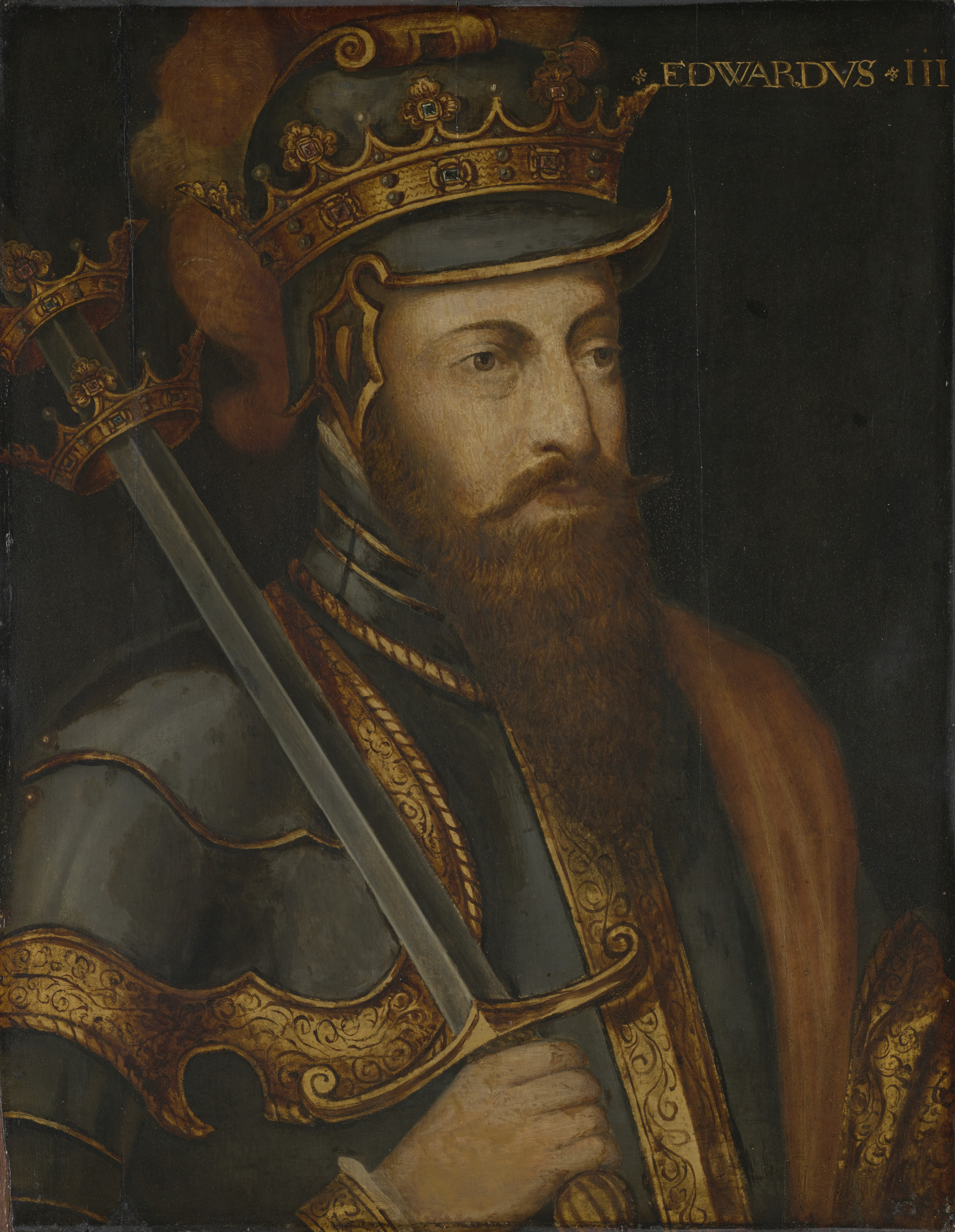
Eduard III van Engeland
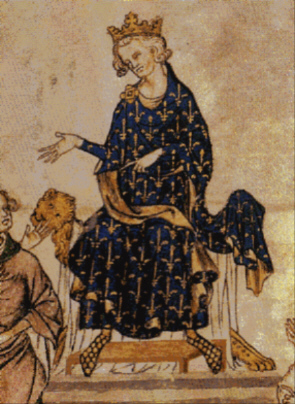
Filips VI van Frankrijk

Op 29 juni 1345 voer Eduards hoofdleger uit en lag voor anker bij Sluis tot 22 juli, terwijl Eduard onderhandelingen voerde. Sluis was in die tijd de voorhaven van Brugge in het noorden van het Franse koninkrijk. De Engelse vloot had waarschijnlijk moeten landen in Normandië, maar hij werd uiteengedreven door een storm. Ook verdere vertragingen staken de kop op waardoor het onmogelijk werd voor het leger om actie te voeren voor de winter. Ondertussen leidde Hendrik van Grosmont een snelle veldtocht door Gascogne aan het hoofd van een leger dat bestond uit zowel Engelsen als Gascogners. Hij versloeg twee grote Franse legers in de Slag bij Bergerac en  de Slag bij Auberoche. Hij nam meer dan 100 Franse dorpen, steden en versterkingen in Périgord en het gebied rond Agen en zorgde ervoor dat de Engelsen voet aan de grond in Gascogne kregen.
In maart 1346 marcheerde een Frans leger van tussen 15.000 en 20.000 man, "veel groter" dan welk leger de Engelsen dan ook maar in het veld konden brengen, naar Gascogne. Dit leger stond onder leiding van Jan, graaf van Normandië en zoon en opvolger van Filips VI. Het belegerde de strategisch en logistiek belangrijke stad Aiguillon. Op 2 april werd voor het zuiden van Frankrijk de arrière-ban uitgeroepen, die zei dat alle mannen die in goede gezondheid waren, de wapens moesten opnemen. Het grootste deel van de Franse financiële kracht, logistieke kracht en mankracht werd ingezet bij dit offensief. Hendrik van Grosmont zond een dringend verzoek om hulp naar Eduard. De Engelse koning was niet alleen moreel verplicht zijn vazal te hulp te schieten, maar was dit ook contractueel verplicht; zijn overeenkomst met het huis Lancaster hield in dat als een Lancaster aangevallen werd door een veel groter leger, "Eduard hem zal redden op een of andere manier".
Ondertussen was Eduard bezig een nieuw leger op de been te brengen. Hij had een vloot van 700 schepen – op dat moment de grootste Engelse vloot ooit – verzameld om het te vervoeren. De Fransen wisten wat Eduard aan het doen was en vertrouwden erop dat hun machtige vloot hem ervan zou kunnen weerhouden te landen in Noord-Frankrijk. Dit vertrouwen was echter misplaatst, want de Fransen slaagden er niet in te voorkomen dat Eduard het Kanaal succesvol kon oversteken.

Kaart met daarop de chevauchée van Eduard III in 1346

## Aanloop
De Engelsen landden bij Saint-Vaast-la-Hougue in Normandië op 12 juli 1346. Voor de Fransen was de verrassing compleet en de Engelsen begonnen aan hun mars zuidwaarts. Eduards soldaten brandschatten elk dorp op hun weg en plunderden alles wat ze maar konden van de bevolking. Caen, het culturele, politieke, religieuze en financiële centrum van Normandië, werd bestormd op 26 juli en geplunderd gedurende de volgende vijf dagen. Meer dan 5.000 Franse soldaten en burgers werden gedood; onder de weinige gevangenen bevond zich Rudolf II van Brienne, de connétable van Frankrijk. Op 29 juli stuurde Eduard zijn vloot terug naar Engeland met buit en een brief waarin stond dat er versterkingen, voorraden en geld gestuurd moesten worden. Ze moesten het sturen naar Le Crotoy, aan de monding van de Somme. De Engelsen vertrokken naar de Seine op 1 augustus.
De Franse positie was moeilijk. Hun hoofdleger onder leiding van Jan II van Frankrijk, de zoon en erfgenaam van koning Filips VI, moest de leiding nemen over het Beleg van Aiguillon in het zuidwesten. Na zijn verrassingsaanval op Normandië plunderde Eduard enkele van de rijkste gebieden van Frankrijk en hij vernederde de Fransen door ongehinderd door hun land te marcheren. Op 2 augustus viel een klein Engels leger, dat uit veel Vlamingen bestond, Frankrijk binnen vanuit het opstandige Vlaanderen. Daar waren de Franse versterkingen volledig ontoereikend. Op 29 juli had Filips de arrière-ban uitgeroepen voor Noord-Frankrijk, wat inhield dat elke man die fysiek gezond was, naar Rouen moest gaan, waar Filips zelf aankwam op 31 juli. Op 7 augustus bereikten de Engelsen de Seine, op ongeveer 20 km ten zuiden van Rouaan, en gingen zuidoostwaarts. Tegen 12 augustus had Eduards leger Poissy bereikt, ongeveer 30 km van Parijs. Op hun weg hadden ze de linkeroever van de Seine volledig geplunderd. Ze waren zelfs zo ver gegaan dat ze dorpen op slechts 5 km van de hoofdstad gebrandschat hadden. Filips' leger marcheerde parallel met het Engelse op de andere oever van de rivier, en sloeg zijn kamp op ten noorden van Parijs, waar het versterkingen ontving. Parijs was onrustig geworden, en veel vluchtelingen waren aangekomen in de hoofdstad. Er werden voorbereidingen getroffen om de hoofdstad straat voor straat te kunnen verdedigen.
Filips beval zijn zoon Jan dat hij het Beleg van Aiguillon moest opheffen en met zijn leger noordwaarts moest marcheren, wat hij na enig oponthoud deed op 20 augustus. Het Franse leger buiten Parijs bestond uit 8.000 ridders, 6.000 kruisboogschutters en veel infanterielichtingen. Filips daagde op 14 augustus het Engelse leger uit tot een veldslag, waarvan de plaats en tijd overeengekomen zouden worden. Eduard kwam overeen dat de slag zou plaatsvinden ten zuiden van de Seine. Op 16 augustus marcheerde het Franse leger naar deze plaats, waarop Eduard prompt Poissy platbrandde, de brug daar vernietigde en noordwaarts marcheerde.
De Fransen hadden tot dan toe de tactiek van de verschroeide aarde toegepast, waarbij ze alle voedselvoorraden wegvoerden en zo de Engelsen dwongen om zich over een groot gebied te verspreiden om te kunnen foerageren. Dit had de Engelsen erg vertraagd. Sommige groepen Franse boeren vielen enkele van de kleinere groepen foerageurs aan. Filips bereikte de rivier de Somme een dag voor Eduard. Hij stelde zich op bij Amiens en stuurde grote detachementen erop uit om iedere brug en doorwaadbare plaats aan de Seine tussen Amiens en de zee te bezetten. De Engelsen waren nu gevangen in een gebied waarin er geen voedsel meer te vinden was. De Fransen verlieten Amiens en gingen westwaarts, richting het Engelse leger. Ze wilden graag slag leveren, wetende dat ze defensief zouden kunnen vechten, terwijl het Engelse leger zou proberen om door hun linies te komen.
Eduard was vastbesloten de Franse blokkade bij de Somme te doorbreken en probeerde dit te doen op verscheidene plaatsen. Hij deed een afleidingsmanoeuvre op Hangest-sur-Somme en Pont-Remy voordat hij westwaarts langs de rivier marcheerde. De Engelse voorraden geraakten op en het leger begon er haveloos uit te zien. Ze waren uitgehongerd, en het moreel begon hieronder te lijden. Op de avond van 14 augustus sloegen de Engelsen hun kamp op ten noorden van Acheux-en-Vimeu. De Fransen bevonden zich op 10 km van hen vandaan in Abbeville. 's Nachts marcheerden de Engelsen richting een doorwaadbare plaats met de naam Blanchetaque. De andere oever werd verdedigd door een leger van 3.500 Fransen. Engelse longbowschutters en soldaten te paard waadden de rivier in en joeg na een kort, hevig gevecht de Fransen op de vlucht. Het Franse hoofdleger had de Engelsen gevolgd, en enkele verkenners namen enkele achterblijvers gevangen en stalen verschillende wagens, maar Eduard slaagde erin de dichtste achtervolgers af te schudden. De Fransen hadden er zoveel vertrouwen in gehad dat Eduard de Somme niet zou kunnen oversteken dat het gebied achter de rivier er totaal onverdedigd bijlag, waardoor Eduards leger het vrijelijk kon plunderen en opnieuw bevoorraad kon worden.
Nadat de Vlamingen teruggedreven waren door de Fransen bij Stegers (Estaires), belegerden ze Béthune op 14 augustus. Na verschillende tegenslagen brak er ruzie uit binnen het Vlaamse leger, staken de soldaten hun belegeringsmachines in brand en zetten een punt achter hun expeditie op 24 augustus. Eduard kwam te weten dat hij geen Vlaamse versterkingen zou ontvangen kort nadat hij de Somme had overgestoken. Ook de schepen die hadden moeten liggen wachten aan de kust bij Le Crotoy waren nergens te zien. Eduard besloot daarom Filips leger te bevechten met de soldaten die hij op dat moment ter beschikking had. Nu hij de Franse achtervolging tijdelijk had afgeschud, gebruikte hij dit respijt door een defensieve positie bij Crécy-en-Ponthieu op te zetten. De Fransen keerden terug naar Abbekerke, staken de Somme over via de brug daar en marcheerden richting de Engelsen.

## Legers van de strijdende partijen

#### Engels leger
Het Engelse leger bestond vooral uit Engelse en Welsche soldaten, samen met enkele geallieerde Bretoense en Vlaamse soldaten en enkele Duitse huurlingen. De exacte grootte en samenstelling van het Engelse leger is niet bekend. De verschillen tussen de bronnen uit die tijd zijn erg groot; in Jean Froissarts derde versie van zijn Kroniek staat bijvoorbeeld dat het leger van de Engelsen dubbel zoveel soldaten had dan in de eerste versie. Moderne historici schatten de grootte van het leger tussen 7.000 tot 15.000. Andrew Ayton vermoedt een grootte van ongeveer 14.000 man: 2.500 krijgsmannen te paard, 5.000 longbowschutters, 3.000 lichte cavaleristen en 3.500 soldaten gewapend met een speer. Clifford Rogers vermoedt dat het leger 15.000 man bedroeg: 2.500 krijgsmannen te paard, 7.000 longbowschutters, 3.250 lichte cavaleristen en 2.300 soldaten bewapend met speren. Jonathon Sumption gelooft dat het leger slechts tussen de 7.000 en 10.000 soldaten bedroeg, afgaand op de transportcapaciteit van de oorspronkelijke overzetvloot. Tot wel duizend onder hen waren veroordeelde misdadigers die dienden met de belofte van gratie aan het einde van de veldtocht. Waarschijnlijk bestond de helft van het Engelse leger uit veteranen. Ook velen van de misdadigers zouden veteranen geweest zijn.
De soldaten van zowel het Franse als het Engelse leger droegen gewoonlijk gewatteerde wambuizen onder hun maliënbescherming, die het lichaam en de ledematen bedekte. Verder droeg men ook een plaatharnas, maar dit betrof vooral de rijkere en ervarener soldaten. Het hoofd werd meestal beschermd met bascinets. De Engelse ridders vochten allemaal als infanterie, en niet als cavalerie. Het is niet bekend welke wapens de ridders droegen maar in gelijkaardige veldslagen gebruikten ze ofwel hun lansen als pieken of verkortten ze die zodat ze die konden gebruiken als korte speren, ofwel vochten ze met zwaarden en strijdbijlen.

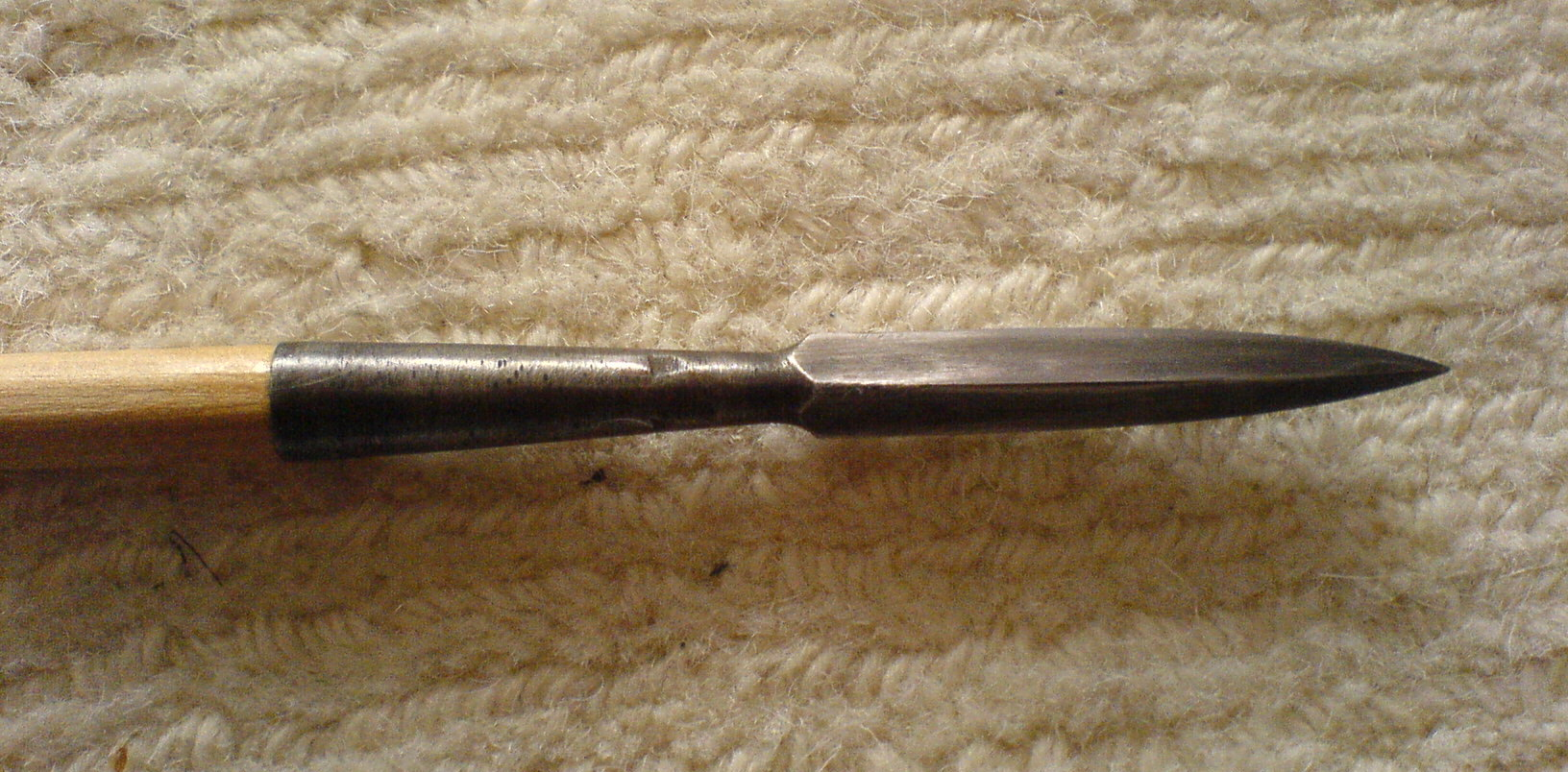
Moderne replica van een pijl met een bodkinpunt, die diende om harnassen te doorboren.

De Engelse en Welsche boogschutters gebruikten de longbow. Een geoefende boogschutter kon tot tien pijlen per minuut over een afstand van 300 m afschieten. Computeranalyses van de Technische Universiteit Warschau toonden aan dat de zware pijlen met bodkinpunten de gewone harnassen uit die tijd kon doorboren vanaf 225 m. Hoe verder de afstand was of hoe beter de kwaliteit van het harnas was, des te minder diep doorboorde de pijl het harnas. De boogschutters droegen een pijlenkoker met standaard 24 pijlen. In de ochtend vóór de slag kregen ze elk nog twee pijlenkokers extra, waardoor elke boogschutter in totaal 72 pijlen had. Dit voldeed echter slechts voor een kwartier als de boogschutters aan maximale snelheid schoten, maar naarmate de slag verder zou duren, zou ook de snelheid waarmee de pijlensalvo's elkaar opvolgden verminderen. Een continue herbevoorrading van pijlen door de wagens achter de linies was dus belangrijk. De boogschutters gingen tijdens pauzes in de gevechten waarschijnlijk ook het slagveld op om pijlen terug te vinden. Moderne historici denken dat er een half miljoen pijlen werden afgevuurd tijdens de slag.

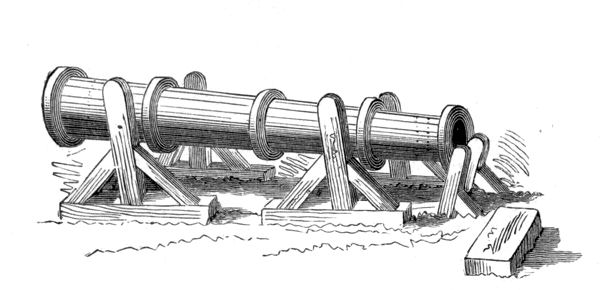
Een Engelse bombarde zoals ze gebruikt werden in de Slag bij Crécy

Het Engelse leger was ook uitgerust met verschillende types buskruitwapens, maar het aantal van deze wapens is niet bekend; er waren kleine geweren die ronde, loden kogels afvuurden, ribaudequins die ofwel metalen pijlen of kleine kogels zoals in een hagelgeweer afschoten, en bombarden, een vroeg type van een kanon dat metalen kogels met een diameter van 8 tot 9 cm afvuurde. De verslagen van de geschiedschrijvers uit die tijd en die van moderne historici verschillen omtrent hoeveel van deze types wapens aanwezig waren bij Crécy. Op het slagveld zijn bij archeologische vondsten verschillende ijzeren kogels gevonden die afgeschoten werden door bombarden.

#### Frans leger
Het is nog minder zeker hoe groot het Franse leger was, aangezien de financiële rapporten over de veldtocht van Crécy verloren zijn gegaan. Wel wordt algemeen aangenomen dat het wezenlijk groter was dan het Engelse. Kroniekschrijvers uit die tijd schrijven dat het extreem groot was voor die periode. De twee die een totaalaantal geven schatten het tussen 72 en 120.000 man. Er zouden tussen de twaalf- en twintigduizend ruiters aanwezig zijn geweest op het slagveld. Een Italiaanse kroniekschrijver schatte het aantal zelfs op 100.000 ridders, 12.000 infanteristen en 5.000 kruisboogschutters. Andere kroniekschrijvers schatten het aantal kruisboogschutters tussen twee- en twintigduizend man.

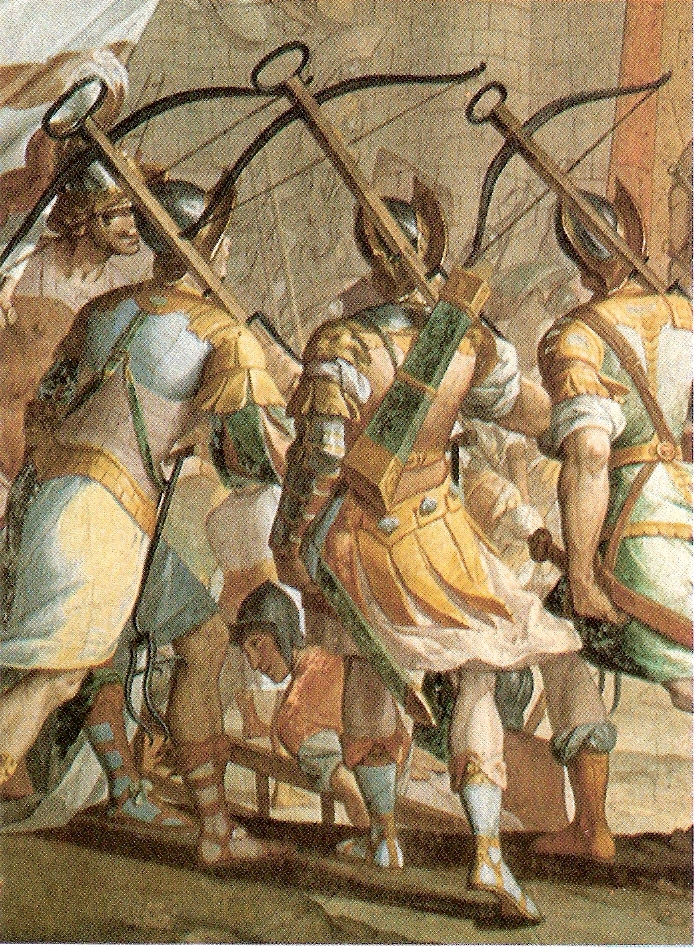
Italiaanse kruisboogschutters

Deze aantallen worden door hedendaagse historici gezien als overdreven en onrealistisch, de bestaande rapporten in verband met de oorlogsschatkist voor 1340 – zes jaar voor de slag – in rekening genomen. Clifford Rogers schat dat "het Franse leger minstens twee keer zo groot was als het [Engelse], en misschien wel drie keer". Ayton suggereert dat ongeveer 12.000 ruiters de kern van het Franse leger vormden; enkele duizenden huurlingen die dienstdeden als kruisboogschutters, ingelijfd door en gehuurd van de belangrijke handelsstad Genua. Verder was er ook een "groot maar onbepaald aantal gewone infanterie". Verschillende historici komen overeen dat er in totaal 6.000 Italiaanse kruisboogschutters aanwezig waren op het slagveld. De historicus Schnerb trekt dit aantal in twijfel, gebaseerd op schattingen dat er in 1340 in heel Frankrijk slechts 2.000 boogschutters beschikbaar waren en op twijfels dat Genua alleen niet enkele duizenden kruisboogschutters gerekruteerd zou kunnen hebben. Hoeveel gewone infanteristen, milities en lichtingen met een verschillend niveau in uitrusting en training aanwezig waren is niet gekend met enige zekerheid, behalve dat zij alleen al met meer waren dan het hele Engelse leger.
De Franse ruiters waren gelijkaardig uitgerust als de Engelse. Ze reden op volledig ongepantserde paarden en droegen houten lansen, doorgaans van essenhout, met ijzeren punten en ongeveer 4 m lang. Velen van de Franse ridders waren buitenlanders: velen sloten zich individueel aan bij het Franse leger uit zin voor avontuur en het aantrekkelijke vooruitzicht van de betaling die ze zouden krijgen. Anderen bevonden zich in de contingenten die geleverd werden door Filips' bondgenoten; drie koningen, een prins-bisschop, een hertog en drie graven leidden gevolgen uit niet-Franse gebieden.
Sinds Filips aan de macht gekomen was, waren de aantallen kruisboogschutters in het Franse leger enkel maar toegenomen. Aangezien er op zich in Frankrijk al weinig boogschutters waren, werden tirailleurs gerekruteerd in het buitenland, meestal in Genua; ze waren buitenlanders, en daardoor worden ze vaak gezien als huurlingen. Ze waren professionele soldaten en in een slag werden ze beschermd tegen projectielen door pavises, erg grote schilden met elk een eigen drager. Achter elke pavise konden drie kruisboogschutters bescherming zoeken. Een geoefende kruisboogschutter kon zijn wapen ongeveer twee keer per minuut afvuren.

### Opstellingen

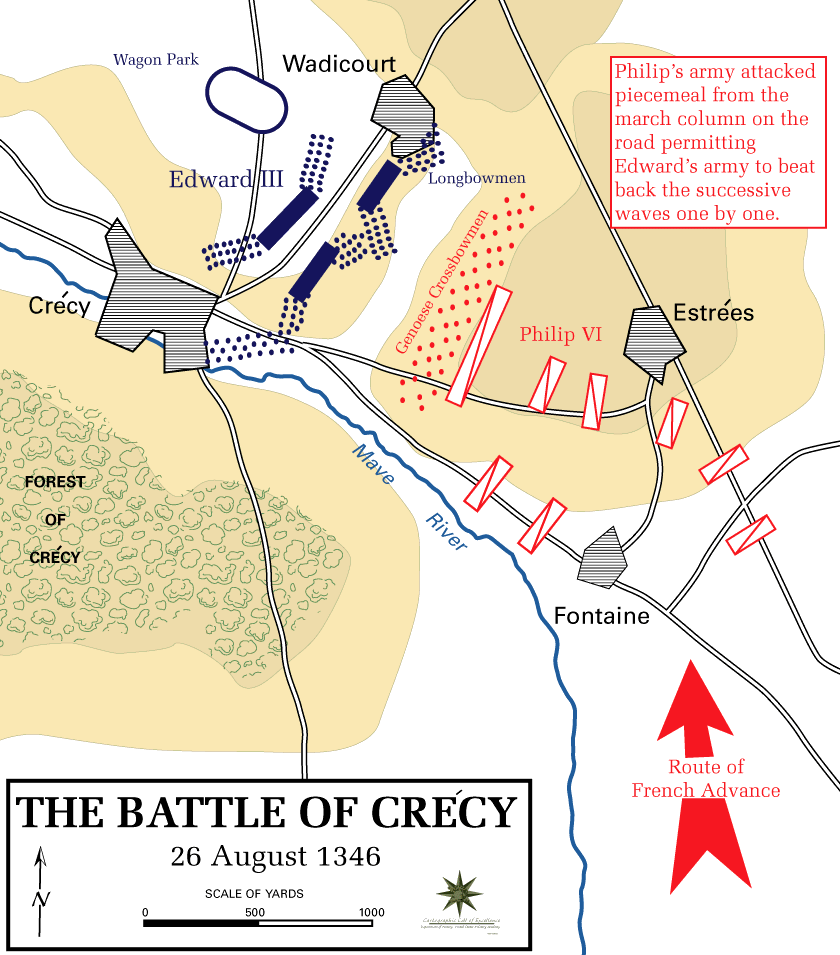
Kaart met daarop de Slag bij Crécy
blauwe stippen – Engelse boogschutters
blauwe blokken – andere Engelse infanterie
rode stippen – Franse kruisboogschutters
rode blokken – Franse ruiters

Eduard stelde zijn leger op op een helling, met het zicht naar het zuiden. Het terrein bestond uit kreupelhout en terrassen, bij Crécy-en-Ponthieu. Dit was in een gebied dat Eduard geërfd had van zijn moeder en welbekend was voor sommige Engelsen; er is gesuggereerd dat deze plek al lang daarvoor gezien werd als een geschikte plaats voor een veldslag. De Engelse linkerflank bevond zich bij Wadicourt en de rechterflank werd beschermd door Crécy zelf en de rivier de Maye. Dit maakte flankeermanoeuvres voor de Fransen erg moeilijk. De positie had verder ook goede terugtrekmogelijkheden voor het geval dat de Engelsen verslagen zouden worden of onder onhoudbare druk te staan zouden komen. Terwijl ze de aankomst van de Fransen afwachtten groeven de Engelsen putten, bedoeld om aanvallende cavalerie in wanorde te brengen. Verder stelden ze ook enkele primitieve buskruitwapens op. Eduard hoopte dat de Fransen een heuvelopwaartse cavaleriecharge zouden uitvoeren tegen zijn sterke infanterieformaties bestaande uit afgestegen ridders, die bijgestaan werden door Welsche soldaten bewapend met speren en geflankeerd door boogschutters. Het leger werd opgesteld bij zonsopkomst, waardoor het goed uitgerust en gevoed was. De Fransen hadden dit voordeel niet, aangezien zij de tijd niet namen om uit te rusten voor de aanvang van de veldslag. Het Engelse moreel was hoog dankzij de grote overwinning op de Fransen twee dagen eerder.
Het Engelse leger was opgesteld in drie divisies of battles, waarvan er twee in de eerste linie stonden en een in reserve. Eduards zoon, Eduard, prins van Wales, bijgestaan door de graaf van Warwik, leidde de grootste van de twee divies in de eerste linie. De andere stond onder leiding van de graven van Northampton en Suffolk en bevonden zich links van de prins van Wales. De koning commandeerde de divisie die in reserve was gehouden. Elke divisie bestond uit ridders in het centrum, die allemaal vochten als infanteristen, met rijen soldaten met speren onmiddellijk achter hen. De flanken werden bezet door langboogschutters en voor de linies stonden er tirailleurs. Velen van de langboogschutters waren verborgen in de bossen, of lagen neer in het rijpe graan. De bagagetrein bevond zich achter het volledige leger, waar hij in een cirkel opgesteld en verstevigd werd. Zo deed hij dienst als een park voor de paarden, een verdedigingspunt voor een mogelijke aanval in de rug van het leger en een verzamelpunt in het geval van een nederlaag.
Op 26 augustus rond de middag zagen de Engelsen voor het eerst de Franse verkenners die noordwaarts gingen vanuit Abbekerke. De kruisboogschutters onder Antonio Doria en Carlo Grimaldi, vormden de Franse voorhoede. Achter hen bevond zich een grote divisie ruiters onder leiding van graaf Karel II van Alençon, Filips' broer, vergezeld door de blinde koning Jan van Bohemen. De volgende divisie stond onder leiding van graaf Rudolf van Lotharingen en graaf Lodewijk van Blois. Filips zelf leidde de achterhoede.
Toen de Fransen hoorden dat de Engelsen zich hadden omgekeerd om slag te leveren, begonnen de Franse contingenten sneller te gaan, terwijl ze elkaar verdrongen om vooraan in de colonne te komen. De Italianen bleven in de achterhoede, terwijl ridders hun begeleidende infanterie en wagons achterlieten. Zo verloor het Franse leger echter alle discipline; de Fransen hadden verdere problemen door de afwezigheid van hun connétable, die normaal gezien verantwoordelijk was voor het opstellen en leiden van het leger maar gevangengenomen was bij Caen. 
Nadat de Engelse positie verkend was, werd er een oorlogsvergadering gehouden waarin de oudste Franse ambtenaren, die zeker waren van de overwinning, een aanval voorstelden die echter pas de volgende dag moest plaatsvinden. Het leger was vermoeid door de mars van 20 km en moest zich opnieuw organiseren om op volle sterkte te kunnen aanvallen. Ondanks dat vielen de Fransen in de namiddag toch aan. Het is onduidelijk of dit een keuze was van Filips, of doordat veel Franse ridders aandrongen op een aanval die begon tegen de wens van de Franse koning. Filips wilde zijn kruisboogschutters inzetten om de Engelse infanterie in wanorde te brengen, waardoor de ridders gemakkelijk door hun linies zouden kunnen breken en hen op de vlucht zouden kunnen drijven. Veel moderne historici geloven dat dit een goede aanpak geweest zou zijn met een bewezen succes tegen andere legers.

## Slag

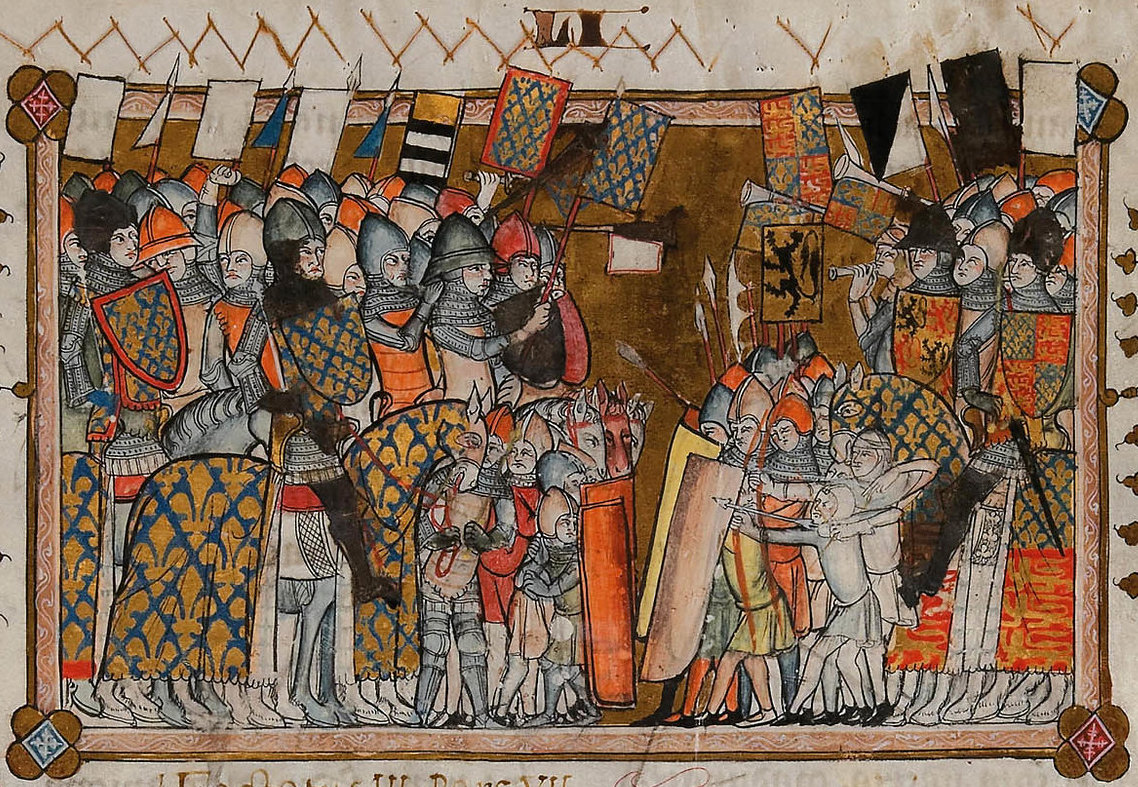
Miniatuur van de slag in een eigentijdse kroniek van Gilles Li Muisit

### Boogschuttersduel
Het Franse leger rukte op in de late namiddag. Hierbij ontrolden ze de oriflamme, het vaandel dat aanduidde dat ze geen gevangenen zouden nemen. Toen begon het opeens te regenen boven het slagveld. De Engelse boogschutters losten hun bogen om ervoor te zorgen dat de boogpezen niet zouden verslappen; de Genoëse kruisboogschutters moesten geen voorzorgen nemen aangezien hun boogpezen van leer waren. Hierna begon een duel tussen de tirailleurs van beide zijden. De langboogschutters hadden een groter bereik dan hun tegenstanders, en ook hun vuursnelheid was drie keer groter. De Genoëzen hadden ook hun pavises niet bij zich, aangezien die nog steeds in de Franse bagagetrein lagen, net zoals de reservemunitie. Door de modder hadden ze het ook moeilijk om te herladen, waarvoor ze de beugel van hun kruisboog op de grond moesten zetten. Hierdoor werd hun vuursnelheid nog verder verminderd. De Italianen werden snel verslagen en sloegen op de vlucht; aangezien ze wisten dat ze erg kwetsbaar waren zonder hun pavises, is het mogelijk dat zij slechts symbolisch het duel aangingen met de Engelsen. Moderne historici zijn het niet eens over de hoeveelheid verliezen die geleden werden, maar enkele bronnen uit die tijd suggereren dat er helemaal geen schoten doel troffen en de recentste studies van dit duel concluderen dat ze misschien in hun haast twee salvo's afgevuurd hadden en zich daarna terugtrokken voordat er een echt duel had kunnen uitbreken. Daarom waren de verliezen waarschijnlijk licht.
De ridders en edelen in de divisie van Karel II van Alençon werden gehinderd door de zich terugtrekkende huurlingen en begonnen op hen in te hakken. Volgens de meeste bronnen uit die tijd werden kruisboogschutters in het beste geval gezien als lafaards en nog vaker als verraders, en veel Genoëzen werden gedood door de Fransen. De botsing tussen de Genoëzen en de oprukkende Fransen leidde tot verwarring in het leger, terwijl de Engelse langboogschutters salvo's pijlen bleven afvuren op de opgehoopte soldaten. Het vuren van de Engelse bombardes droeg nog verder bij tot de heersende verwarring, ook al lopen bronnen uit die tijd uiteen over het feit of ze al dan wel veel verliezen teweegbrachten.

### Cavaleriecharges
Karel II van Alençon gaf toen het bevel tot een cavaleriecharge. Deze werd slordig uitgevoerd doordat zo plotseling het bevel gegeven was, doordat de ruiters zich een weg moesten banen tussen de vluchtende Italianen, door de modderige bodem, doordat de charge heuvelopwaarts ging, en door de putten die gegraven waren door de Engelsen. De aanval werd nog verder belemmerd door de Engelse boogschutters, die veel verliezen onder de Fransen veroorzaakten. Het is waarschijnlijk dat de boogschutters hun pijlen bewaarden totdat ze een behoorlijke kans hadden om de Franse harnassen te doorboren, wat dus zou betekenen dat ze pas geschoten zouden hebben op slechts 80 m afstand. Hoewel de Franse ridders goed beschermd waren, hadden hun paarden geen pantsers en veel werden gedood of verwond. Buiten gevecht gestelde paarden vielen, waardoor ze hun berijders van zich af wierpen of onder zich vastklemden. Hierdoor moesten de volgende ridders uit elkaar gaan om hen te ontwijken, waardoor de aanval nog verder gedesorganiseerd werd. Ook vluchtten de panikerende gewonde paarden overal over de helling van de heuvel. Toen de dichte opstelling van de Engelse ridders en de soldaten met speren de Franse charge moest opvangen, had die al het grootste deel van zijn kracht verloren.

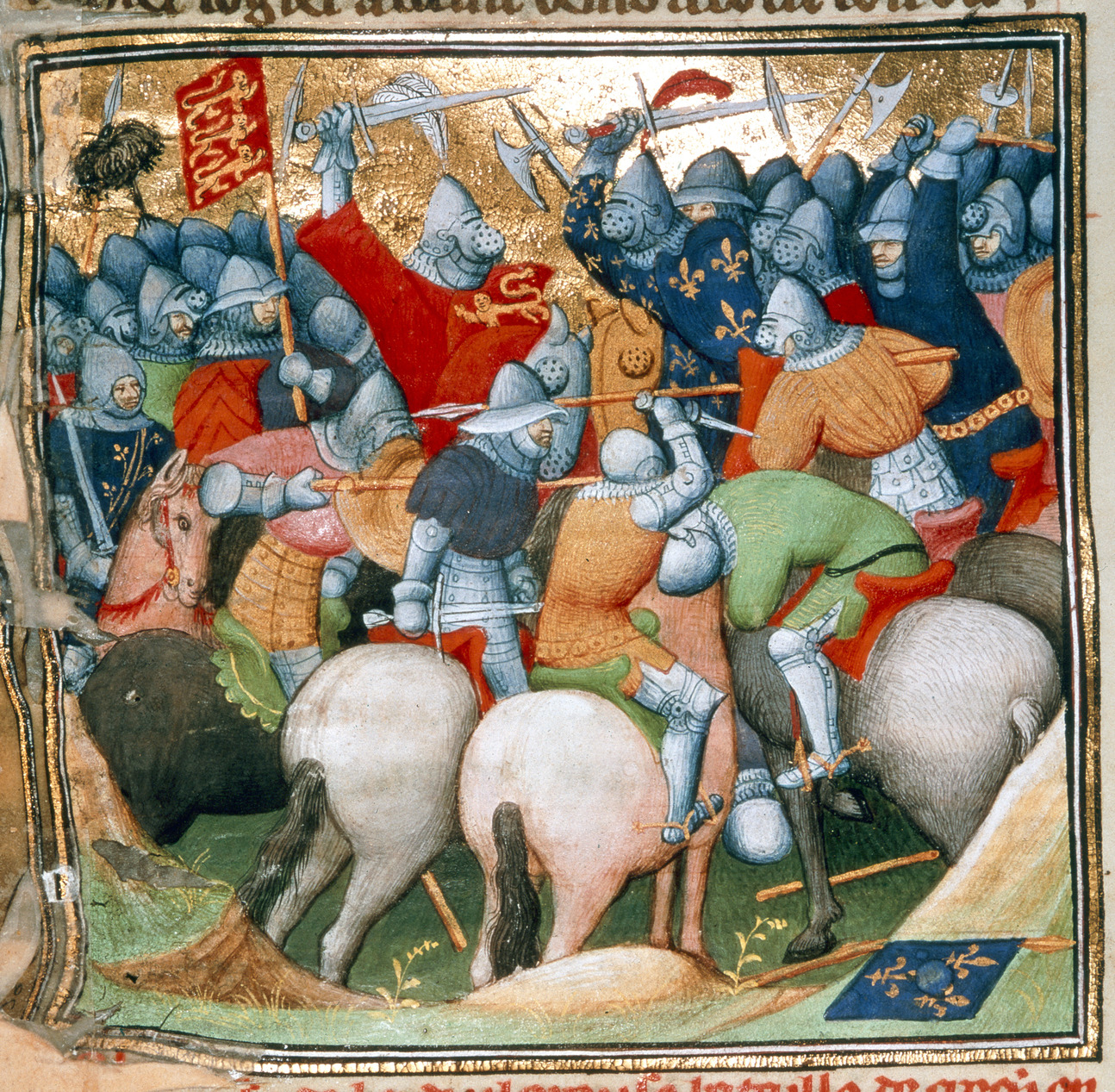
Slag bij Crécy
Afgebeeld 80 jaar na de veldslag

Een schrijver uit die tijd omschreef de man-tegen-mangevechten die volgden als "moorddadig, zonder medelijden, wreed, en zeer vreselijk". Ridders die uitgleden of die van hun gewonde paarden werden gegooid, werden vertrappeld, verpletterd door vallende paarden en lichamen en stikten in de modder. Na de slag werden veel Franse lijken gevonden zonder verwondingen. De graaf van Alençon was onder deze. De Franse aanval was afgeslagen. De Engelse infanterie gingen rukte op om de Franse gewonden de genadestoot te geven, de lijken te plunderen en pijlen terug te halen. Sommige bronnen zeggen dat Eduard in tegenstelling tot wat gebruikelijk was, het bevel had gegeven geen gevangenen te nemen; aangezien hij numeriek in de minderheid was, wilde hij geen soldaten verliezen doordat ze gevangenen moesten bewaken. Hoe dan ook, er staat nergens vermelding van het feit dat er gevangenen genomen werden tot de volgende dag, na de veldslag.
Nieuwe Franse cavalerie nam ook haar positie in aan de voet van de heuvel en herhaalde de eerste charge. Ze kregen te maken met dezelfde problemen als tijdens de eerste golf, met daarbovenop het nadeel dat de grond bezaaid was met dode en gewonde paarden en mannen. Toch zetten ze de aanval door, ook al deden ze dat in zo'n wanordelijke toestand dat ze er opnieuw niet in slaagden door de Engelse opstelling te breken. De man-tegen-mangevechten die volgden duurden langen. Tijdens deze gevechten werd de prins van Wales op zijn knieën gedwongen. Een verslag zegt dat de prins' standaarddrager op zijn banier stond om deze te verbergen en zo de gevangenname van de prins te voorkomen. Een moderne historicus beschreef de gevechten als een "vreselijke slachting". Eduard stuurde een detachement van zijn reservedivisie vooruit om de situatie, die er slecht begon uit te zien voor de Engelsen, te redden. Hierdoor konden de Fransen opnieuw teruggedreven worden. Daarna lanceerden ze een nieuwe charge. De Engelse linies werden uitgedund, maar de Engelse soldaten achteraan stapten telkens vooruit om de gaten die ontstonden in de eerste linie op te vullen.
Het is niet zeker hoeveel keren de Fransen chargeerden, maar ze bleven dit doen tot laat in de nacht, waardoor de schemer en daarna het donker de Fransen nog meer desorganiseerde. Alle charges hadden hetzelfde resultaat: felle gevechten, gevolgd door een Franse terugtocht. In een bepaalde aanval liet de graaf van Blois zijn mannen afstijgen om te voet verder te gaan. Ook deze aanval werd afgeslagen en de graaf sneuvelde. De Franse adel bleef echter koppig weigeren de aanvallen te stoppen. De blinde koning Jan van Bohemen bond de teugels van zijn paard aan die van zijn begeleiders en viel de Engelsen ook aan; ze sneuvelden allemaal. Er zouden volledige Engelse divisies opgerukt hebben om de Franse soldaten die op het slagveld achterbleven na een mislukte charge aan te vallen, waarna ze gedisciplineerd terugkeerden naar hun originele posities.
Twee paarden van koning Filips werden gedood, hijzelf kreeg een pijl in zijn kaak en werd gevangengenomen en weer bevrijd tijdens de gevechten. De drager van de Oriflamme was een geliefd doelwit voor de Engelse boogschutters; ze zagen hem vallen, maar hij overleefde het, hoewel hij daarna zijn heilige banier achterliet. Filips verliet het slagveld, hoewel het onduidelijk is waarom. Het was bijna middernacht en de veldslag nam af in hevigheid, terwijl het grootste deel van het Franse leger zich terugtrok van het slagveld. Het Engelse leger overnachtte op het slagveld. De volgende ochtend bleven er nog aanzienlijke aantallen Franse soldaten aankomen op het slagveld, maar die werden aangevallen door de Engelse ridders − die nu wel op paarden zaten −, op de vlucht gedreven en achtervolgd. De Fransen zouden verschillende duizenden soldaten verloren hebben. Na de veldslag werden verschillende gewonde Fransen uit de hopen dode mannen en paarden getrokken om gevangengenomen te worden.

## Verliezen

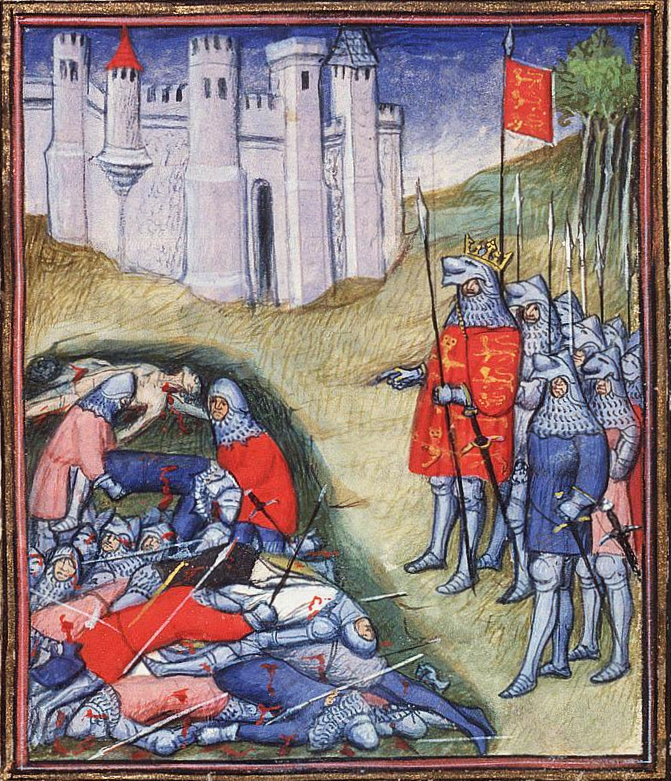
Eduard III van Engeland telt de doden op het slagveld bij Crécy.

Alle bronnen uit die tijd stellen dat de Engelse verliezen zeer laag waren. Er zijn slechts drie aantallen gegeven voor de gesneuvelde ridders: 3, 30 en 300. Er zijn geen bronnen die een schatting geven van de gewone Engelse soldaten. Enkele moderne historici vinden dat deze aantallen onwaarschijnlijk laag zijn, maar anderen stellen daartegenover dat ze overeenkomen met die waarover gesproken wordt in verslagen over andere middeleeuwse veldslagen. Er zijn nog maar twee Engelsen geïdentificeerd: de schildknaap Robert Brente en de kort daarvoor tot ridder geslagen Aymer Rokesly. Er werden twee Engelse ridders gevangengenomen, maar het is onduidelijk in welk deel van de veldslag dit gebeurde.
Aan de andere kant stellen alle bronnen uit die tijd dat de Franse verliezen zeer hoog waren. Volgens een telling die gemaakt werd door Engelse herauten, werden de lichamen van 1.542 Franse ridders gevonden. Moderne historici veronderstellen dat nog enkele honderden ridders sneuvelden tijdens de terugtocht. De historicus Jonathan Sumption beschrijft het totale aantal Franse verliezen als "catastrofaal". De historicus Ayton verwijst naar de "buitengewoon zware verliezen geleden door de Fransen" en "adembenemende verliezen"; hij schat dat minstens 2.000 Franse ridders sneuvelden. Hij staaft dit met het feit dat er 2.200 wapenschilden door de Engelsen gevonden werden op het slagveld. Een schatting door de kroniekschrijver Geoffrey le Baker − aannemelijk geacht door moderne historici − zegt dat er 4.000 Franse ridders sneuvelden. Onder deze gesneuvelden waren twee koningen, negen prinsen, tien graven, een hertog, een aartsbisschop en een bisschop. Volgens Ayton kunnen de zware verliezen van de Fransen ook toegeschreven worden aan de ridderlijke ideeën die de ridders uit die tijd hadden: edelen zouden liever op het slagveld sterven dan oneervol vluchten, vooral niet in het zicht van hun mederidders.
Er zijn geen betrouwbare aantallen wat betreft de verliezen onder de gewone Franse soldaten, maar ze lijken ook groot geweest te zijn. Jean le Bel schatte 15-16.000. De historicus Froissart schrijft dat er in totaal 30.000 Fransen gedood of gevangengenomen werden. Alfred Burne, een andere moderne historicus, geeft 10.000 gesneuvelde infanteristen als een "pure gok", met in totaal dus 12.000 Franse doden.

## Nasleep
Het resultaat van de veldslag wordt door Clifford Rogers beschreven als een "totale overwinning voor de Engelsen", en door Ayton als "ongekend" en een "vernietigende militaire vernedering". Sumption ziet het als een "politieke catastrofe voor de Franse Kroon". De veldslag werd bekendgemaakt aan het Engelse parlement op 13 september in schitterende termen alsof het een Goddelijke gift was en een rechtvaardiging voor de enorme kosten voor de oorlog tot dan toe. Een kroniekschrijver uit die tijd zegt dat "de Fransen vernietigd werden door haast en een slechte organisatie". Rogers schrijft dat de Engelsen "profiteerden van een superieure organisatie, samenhang en leiderschap" en van "de slechte discipline van de Fransen". Volgens Ayton werd "de internationale reputatie van Engeland als een militaire grootmacht gevestigd in die avond van harde gevechten".
Koning Eduard beëindigde de veldtocht met het Beleg van Calais, dat na elf maanden viel, aangezien de Fransen er niet in slaagden de stad te ontzetten. Dit gaf de Engelsen een bruggenhoofd in Noord-Frankrijk dat nog tweehonderd jaar in Engelse handen zou blijven. De slag vestigde ook de langboog als dominant wapen op het West-Europese slagveld. Engelse en Welsche boogschutters dienden in Italië als huurlingen in grote aantallen, en sommigen werden zelfs ingehuurd in Hongarije. De moderne historicus Joseph Dahmus rekent de Slag bij Crécy mee in zijn 'Zeven beslissende veldslagen in de middeleeuwen'.